# Plattebuiskachel

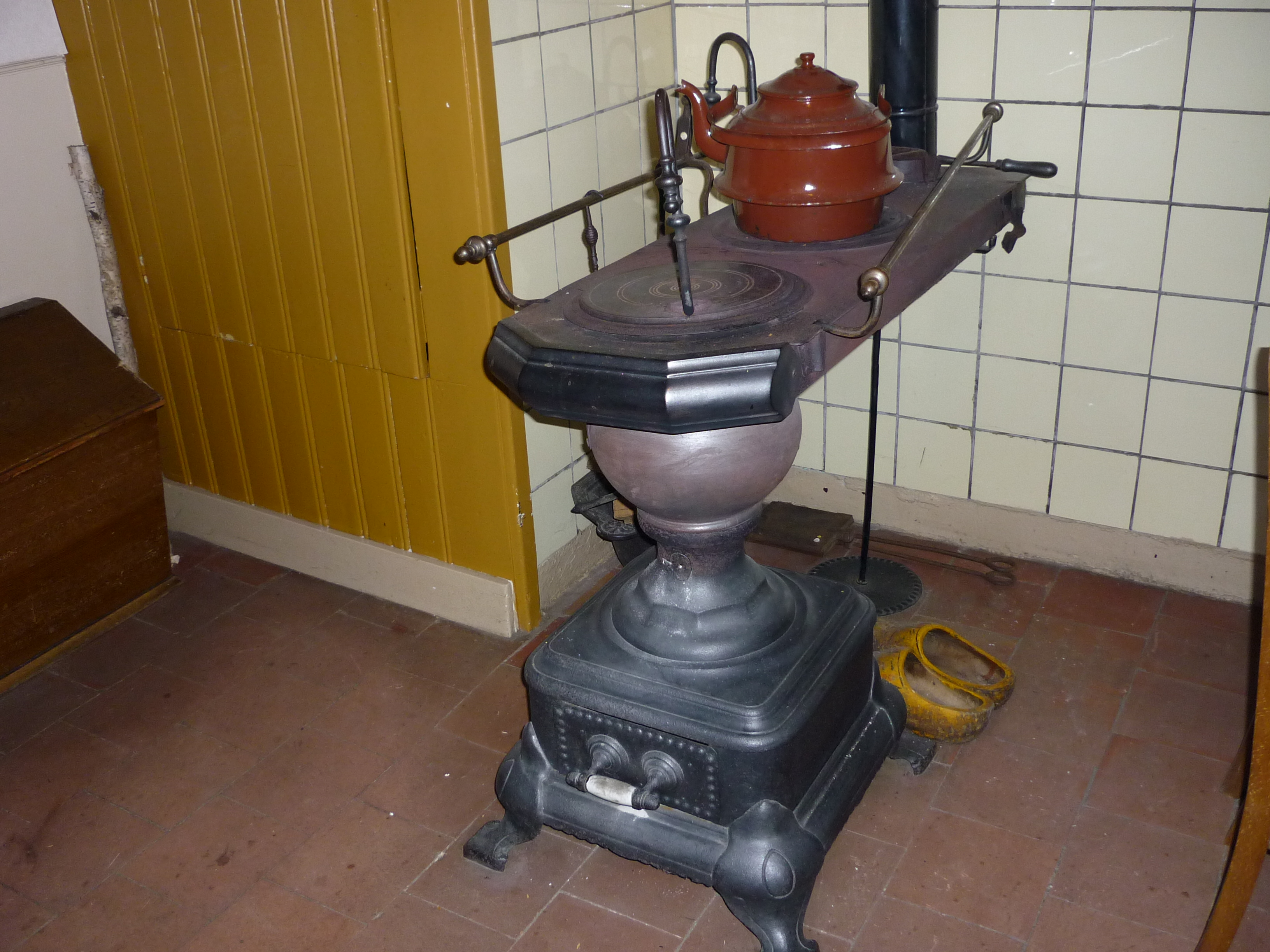
Een plattebuiskachel in het Heemhuis te Deurne

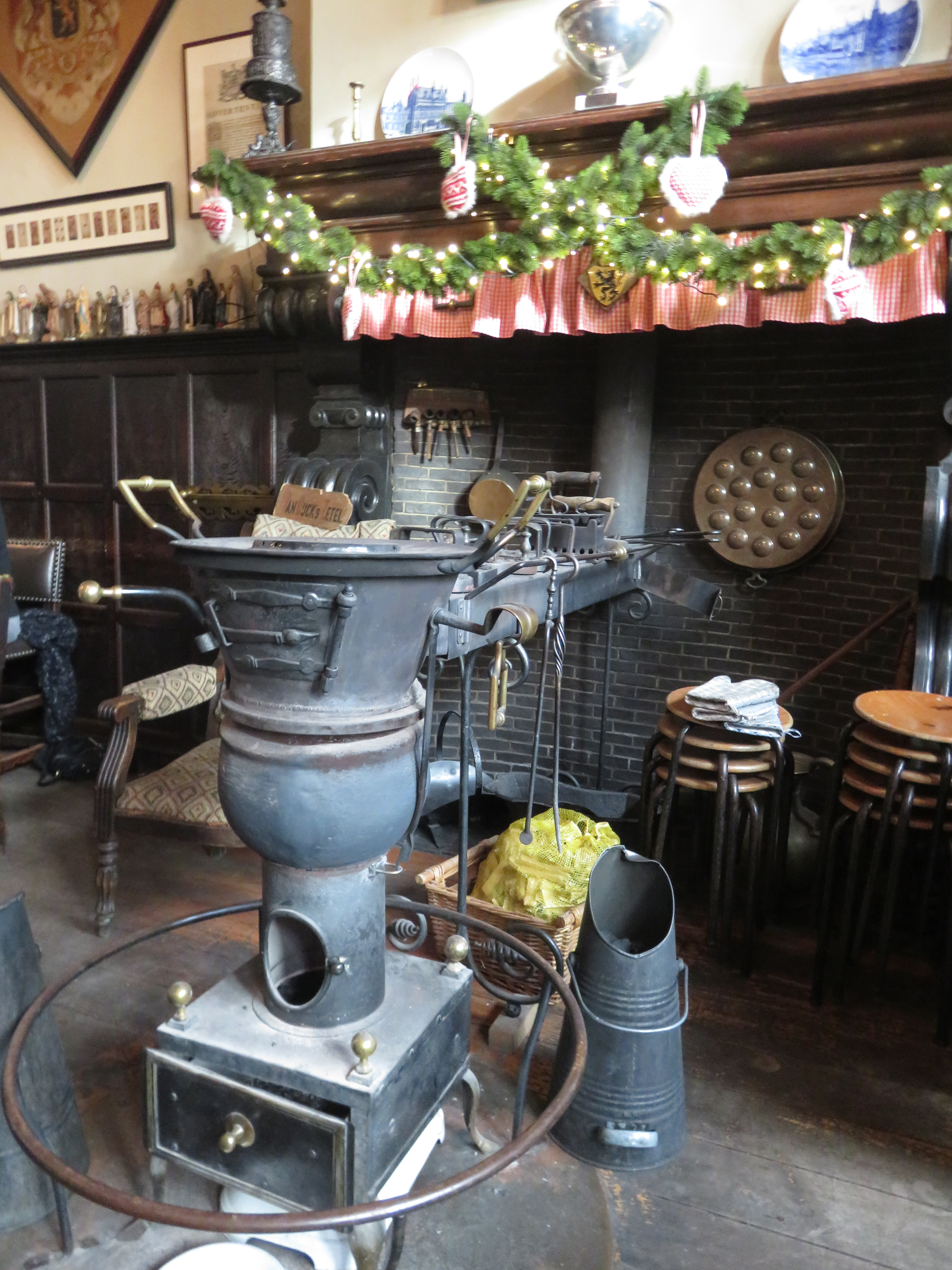
Leuvense stoof in café Vlissinghe in Brugge

Een plattebuiskachel, soms ook Brabantse kachel of Leuvense stoof of ook wel Mechelse stoof genoemd, is een kachel waarbij de rookgassen, alvorens naar de schoorsteen gevoerd te worden, eerst door een kast worden gevoerd, waarop zich enkele kookgaten bevinden. Deze kunnen met kachelringen desgewenst worden verkleind. Aldus dient een plattebuiskachel tevens als fornuis.

## Opkomst en technische specificaties
Tot omstreeks de 19de eeuw gebruikte men in West-Europa een open haard voor zowel verwarming als voor voor de bereiding van voedsel. Het grootste deel van de warmte verdween echter door de grote open schouw. Een betere verspreiding van warmte werd pas mogelijk toen rond 1850 de 'Leuvense stoof' opkwam. De meeste kachels van deze soort werden niet in Leuven gemaakt maar er kwamen mooie exemplaren van deze regio. De plattebuiskachel werd ook wel eens de “Mechelse stoof” of de ‘Buzestove’ genoemd.
In het vierkante onderstel vooraan zat de aslade. Dit onderstel versmalde bovenaan zodat er een gietijzeren pot op paste. Op die pot ruste de 'buis': een metalen omhulsel van ongeveer 70 à 80 cm breed, ongeveer 90 à 100 cm lang en ongeveer 15 cm hoog. Die buis was binnenin hol, met aan de bovenkant één of meerdere metalen deksels en ook meerdere metalen ringen. Die platte buis ging vervolgens over in een rechthoekige kleinere verticale buis die in de schouwingang pastte. Onderaan de gietijzeren pot zat een gietijzeren rooster. Men maakte het vuur aan in die gietijzeren pot door het deksel erboven te verwijderen. Eerst werd er krantenpapier ingestoken, dan fijn stoofhout, als dat goed brandde, dikkere blokken hout. Als die goed brandden, werden er in de latere versies ten slotte kolen aan toegevoegd. Om het vuur wat aan te wakkeren werd de aslade wat opengezet, zodat er een luchtstroom was vanuit de kamer naar de schouw toe. De verwarmde lucht ging door de buis naar de schouw en verwarmde ondertussen de buis. Vervolgens kon men op de buis, net boven de gietijzeren pot, koken of braden. Naargelang de grootte van de kom of pan kon men het deksel en de metalen ringen tijdelijk verwijderen, zodat er direct contact was tussen het vuur en de kom of de pan.
Aan de buis waren er ook twee ijzeren stangen gemonteerd, die ongeveer even lang zijn als de buis zelf. Daaraan kon men kousen of keukenhanddoeken laten drogen en meestal hing daar ook de 'koterhaak' oftewel de 'stoofhaak' aan. Men moest immers regelmatig eens 'koteren' in de pot om de assen door het rooster in de aslade eronder te laten vallen zodat er terug wat zuurstof in de pot kwam en de kolen bleven branden. De koterhaak was zo’n 50 à 60 cm lang, aan het ene uiteinde wat schuin gebogen, en aan het andere uiteinde omgebogen, zodat men het aan de stangen van de stoof kon hangen. Het diende om, terwijl er nog vuur in de pot was, de opgebrande kolen (de sintels) en de as die niet in de aslade gezakt was, te verwijderen door ze op te rakelen en te breken. Op deze manier konden ze door het rooster in de pot geduwd worden zonder het rooster om te keren. Het rooster werd meestal ’s morgens omgekeerd om de sintels en de half opgebrande kolen in de aslade te laten vallen. De 'koteraar' daarentegen was zo’n 20 cm lang en diende om het deksel te openen en soms kort in de kolen in de pot te roeren. Bovenaan was het ook wat omgebogen zodat het aan de stangen van de buis kon hangen.
Bij de stoof hoorde ook een kolenbak en een kolenschop. Een eenvoudige kolenbak was een rechthoekige bak van gegoten ijzer, met één smalle zijde schuin naar buiten hellend.

## Voordelen
De Leuvense stoof was een revolutionaire uitvinding voor heel wat huishoudens. Ze was zuinig, de warmte kon meer naar het midden van de ruimte gebracht worden en men kon makkelijker koken zonder veel rookontwikkeling in de kamer. Bovendien kon men op de buis strijken of kon men gietijzeren strijkijzers warm maken op het deel van de buis recht boven de gierijzeren pot. Op deze laatste plek, de warmste van de gehele buis, werd gekookt of gebraden. Achteraan de buis (meer tegen de muur aan) zette men het eten dat klaar was zodat het warm bleef. Zowel vooraan als achteraan werden metalen ringen voorzien die men kon verwijderen, op basis van de maat van de pan of de pot, om zo de hitte beter tot de onderkant van het kookmateriaal toe te laten. In latere uitvoeringen werd er ook nog een fornuis (oven) toegevoegd onder de kookplaat.
Er konden ook wafels gebakken worden op de plattebuiskachel, daar had men een speciaal rond bovenstuk voor dat men op het deel van de buis boven de gietijzeren pot kon leggen. Men moest dan wel eerst het deksel en alle ringen errond verwijderen. Het speciale bovenstuk werd zo gemaakt dat het wafelijzer erin paste en dat men het wafelijzer kon draaien aan een spil. Zo kon men de wafels aan beide kanten boven het vuur laten bakken. Deeg voor de wafels werd meestal in het fornuis gezet (bij de latere uitvoeringen), dat was een kast onderaan de buis met langs beide zijden een deur die kon neergeklapt worden. In dat fornuis, voor zover de deurtjes ervan opengeklapt waren, was de temperatuur niet te warm en uitstekend om deeg te laten rijzen. Men kon het bovendien ook verplaatsen richting de gietijzeren pot (erg warm) of richting de muur (koeler) naargelang de temperatuur die men wenste voor het fornuis. Dit was handig omdat men het fornuis dan ook kon gebruiken om dingen te laten drogen. Als men bijvoorbeeld de deuren openklapte, had men een horizontale bodem van 40 + 80 + 40 cm lang, zijnde de breedte van deurtjes en die van de buis. Uitermate geschikt om broeken te drogen of ander wasgoed dat erin paste. Het fornuis kon ook dienen om vroeggeboren kindjes en biggetjes warmte te geven tijdens koude winters.
In het fornuis legde men in de winter overigens ook bakstenen om ze te laten opwarmen. Elk van die bakstenen werd na het opwarmen in een doek gewikkeld en mee naar bed genomen om de voeten mee te verwarmen. Tot slot werden op de bovenkant van het vierkantig voetstuk, waar het overgaat in de hals, voeten opgewarmd tijdens de winter.

## Onderhoud en restproducten
Omdat deze kachels dagelijks werden gebruikt, moesten de bovenplaat van de buis en de stangen aan de zijkant, elke dag gereinigd worden. Om ze opnieuw te doen glanzen werd er metaalpoets gebruikt met staalwol. De gietijzeren pot (waarin men stookte) werd geregeld gloeiend warm en kon al eens barsten. Deze moest dan dan ook soms vervangen worden.
De brandstof die men gebruikte was in het begin voornamelijk hout, een eeuw later werd er vooral op kolen gestookt. Een plattebuiskachel bleef niet heel lang branden en men moest deze dan ook iedere morgen opnieuw aansteken. Voor het aanmaken werd eerst het rooster gedraaid waardoor de as in de bak bedenen viel, men zeefde deze en niet volledig verbrande sintels werden terug bij de kolen gevoegd. Wat er vervolgens nog van de as overschoot werd gebruikt om gaten in de oprit te herstellen of men strooide het op gladde plekken buitenshuis.